# Stroszek
Stroszek é um filme de 1977 do diretor alemão Werner Herzog. O filme foi escrito em quatro dias e especificamente para o ator Bruno S., sendo filmado em Berlim e em duas cidades no estado norte-americano de Wisconsin. Muitos dos personagens, com exceção dos três principais — Bruno Stroszek (Bruno S.), Eva (Eva Mattes) e Scheitz (Clemens Scheitz) — foram encenados por não-atores.

## Sinopse
O filme conta a história de um músico de rua alcoólatra, Bruno Stroszek, que conhece uma prostituta, Eva, pouco depois de ser libertado da prisão. Bruno e Eva viajam para o estado norte-americano de Winsconsin, acompanhando o vizinho idoso e excêntrico de Bruno, Scheitz, em busca de um futuro melhor.